# Вайрагья
Вайрагья (санскр. वैराग्य — «отречение», «отрешённость») — санскритский термин, используемый в индийской философии для обозначения отречения от страданий и наслаждений материального мира.
Индийские философы и практики йоги часто указывают на вайрагью как на средство достижения мокши (санскр. -религиозного освобождения).
Вайрагья это сложное слово, образованное при соединении вай — «высыхать, высушивать» + рага — «цвет, страсть, чувства, эмоции, интерес». Значение термина как «иссушение страстей» даёт вайрагье общее значения аскетической отречённости от вещей, которые являются причиной привязанности для большинства людей. Аскета, который покорил свои страсти и управляет своими желаниями, называют вайрагика. Однако вайрагья рекомендована и мирянам для «использования» в повседневной жизни как средство умиротворения ума и вследствие этого повышения качества жизни.
Концепция вайрагьи встречается в «Йога-сутрах» Патанджали (II век до н. э.), где наряду с абхьясой (практикой) вайрагья объявляется ключом к управлению умом. Вайрагья упоминается три раза в «Бхагавадгите» (III в. до н. э.), где говорится (глава 6, стих 35 и др.), что с помощью вайрагьи возможно поставить под контроль беспокойный ум.
Макс Мюллер отмечает: «Интересно видеть, как глубоко входит в обыденную жизнь индусов эта идея о вайрагье (бесстрастии). О нём постоянно говорится как о высшем свойстве не только аскета, но всякого человека. Иногда это бесстрастие обозначает только то, что мы называем ровным и сдержанным характером истинного джентльмена, но оно означает также отречение от мира в высшей степени и полное отречение от всех эгоистических желаний».
Вообще в психологии индийцев спокойное, бесстрастное отношение к бытию (вайрагья) считается серьёзным достоинством. Это нашло отражение в текстах индуизма и буддизма.

## Ступени вайрагьи
Существуют пять ступеней вайрагьи:
1. Ятамана — это попытка удержать ум от потакания чувственным привычкам;
2. Вьятирека — на этой стадии некоторые объекты сохраняют притягательность, и с ней необходимо бороться. Постепенно вайрагья вырабатывается по отношению и к этим объектам. Затем происходит вызревание вайрагьи;
3. Экендрия — чувства успокоены и подчинены, но ум всё ещё испытывает привязанность (рага) или отвращение (двеша) к объектам. Иными словами, ум функционирует независимо от остальных индрий (чувств);
4. Васирара — на этой ступени вайрагьи объекты полностью утрачивают привлекательность. Чувства абсолютно спокойны. Ум также свободен от привязанностей (рага) и отвращения (двеша);
5. Пара-вайрагья — садхана становится сиддхой, достигает и переживает совершенное состояние свободы от желаний и выходит за пределы трех гун (саттвы, раджаса и тамаса).